# Dysdera andreae
Espèce
Dysdera andreae est une espèce d'araignées aranéomorphes de la famille des Dysderidae.

## Distribution
Cette espèce est endémique du Maroc. Elle se rencontre dans les régions Marrakech-Safi et Casablanca-Settat.

## Description
Le mâle holotype mesure 9,90 mm et la femelle paratype 11,10 mm, les mâles mesurent de 8,50 à 9,90 mm et les femelles de 11,1 à 11,6 mm.

## Systématique et taxinomie
Cette espèce a été décrite par Lecigne en 2025.

## Étymologie
Cette espèce est nommée en l'honneur d'Andrée Lecigne.

## Publication originale
- Lecigne, Moutaouakil & Lips, 2025 : « Contribution to the knowledge of the spider fauna of Morocco (Arachnida: Araneae) – second note. On new species and new records from caves and miscellaneous terrestrial ecosystems. » Journal of the Belgian Arachnological Society, vol. 40, no 1 supplement, p. 1-184.